# Canton d'Aubeterre-sur-Dronne
Le canton d'Aubeterre-sur-Dronne est une ancienne division administrative française, située dans le département de la Charente, dans la région Nouvelle-Aquitaine.

## Composition
- Aubeterre-sur-Dronne
- Bellon
- Bonnes
- Les Essards
- Laprade
- Montignac-le-Coq
- Nabinaud
- Pillac
- Rouffiac
- Saint-Séverin
- Saint-Romain

## Géographie
Ce canton était situé dans la partie méridionale de l'arrondissement d'Angoulême et confinait avec le département de la Dordogne que séparent la Dronne et  son affluent, la Lizonne.

## Représentation

### conseillers généraux de 1833 à 2015
| Période | Période          | Identité                                                     | Étiquette             | Qualité |
| ------- | ---------------- | ------------------------------------------------------------ | --------------------- | --- |
| 1833    | 1848             | Nicolas Merveillaud-Navarre (1773-?)                         |                       | Maire d'Aubeterre-sur-Dronne Médaillé de Sainte-Hélène |
| 1848    | 1852             | Comte romain (anobli par le Pape Pie IX) Benjamin de Galzain | Droite                | Conseiller de préfecture Officier de recrutement de l'armée pontificale Propriétaire à Saint-Séverin                                                                                      |
| 1852    | 1863             | Jean-Baptiste Fajol                                          |                       | Juge suppléant au Tribunal civil de Barbezieux |
| 1863    | 1870             | Jean Patureau-Lanauve                                        |                       | Avocat, maire de Bonnes Député de la Dordogne (1880-1881) |
| 1870    | 1871             | Ludovic de Robinet de Plas (1813-1899)                       |                       | Avoué à Paris, maire des Essards Propriétaire du château de La Faye à Aubeterre |
| 1871    | 1883             | Jacques Daguerre (1832-1916)                                 | Droite bonapartiste   | Industriel à Saint-Séverin (usine de l'Epine) Président du Conseil Général |
| 1883    | 1889             | Ludovic Trarieux                                             | Républicain           | Avocat au barreau de Bordeaux Fondateur et Président de la Ligue des droits de l'homme Député de la Gironde (1879-1881) Sénateur de la Gironde (1888-1904) Ministre de la Justice en 1895 |
| 1889    | 1911 (démission) | Jacques Daguerre                                             | Droite                | Industriel à Saint-Séverin (usine de l'Epine) |
| 1911    | 1914 (démission) | Raymond Troubat                                              | Républicain           | Maire d'Aubeterre-sur-Dronne |
| 1914    | 1919             | siège vacant                                                 |                       | |
| 1919    | 1925             | Pierre Adrien Bonneau                                        |                       | Médecin aide-major, propriétaire à Aubeterre-sur-Dronne |
| 1925    | 1940             | Roger Delugin (1881-1956)                                    | Rad.                  | Agriculteur, maire de Nabinaud (1908-1940), conseiller d'arrondissement |
|         |                  |                                                              |                       | |
| 1945    | 1956 (décès)     | Roger Delugin                                                | Rad.                  | Maire de Nabinaud (1945-1956) Président du Conseil Général (1948-1956) |
| 1956    | 1959 (démission) | Bernard de Robinet de Plas (1901-1981)                       | Rad.                  | Ancien Président de la Société Française de Publicité Propriétaire du château de La Faye à Aubeterre Conseiller municipal des Essards                                                     |
| 1959    | 1966 (décès)     | Marius Louis                                                 | RGR                   | Maire de Laprade (1947-1966) |
| 1966    | 1979             | Bernard de Robinet de Plas                                   | Rad. puis MRG puis SE | Conseiller municipal des Essards |
| 1979    | 1992             | Raoul Tauzin                                                 | DVD                   | Ancien militaire et combattant de la France libre Chef d'entreprise à Soyaux, propriétaire à Bellon                                                                                       |
| 1992    | 2004             | Pierre-Marcel Benoît                                         | RPR                   | Horticulteur Maire d'Aubeterre-sur-Dronne (2001-2004) Président de la Communauté de Communes du Pays d'Aubeterre (1994-2001)                                                              |
| 2004    | 2015             | Alain Rivière                                                | DVG puis PS           | Cadre bancaire Maire de Saint-Séverin (2001-2020) Sénateur-suppléant de Nicole Bonnefoy                                                                                                   |

### Conseillers d'arrondissement (de 1833 à 1940)
Le canton d'auberge faisait partie de l'arrondissement de Barbezieux jusqu'à sa disparition en 1926.
| Période | Période      | Identité                                 | Étiquette   | Qualité |
| ------- | ------------ | ---------------------------------------- | ----------- | --- |
| 1833    | 1834 (décès) | Pierre Patureau                          |             | Maire de Bonnes                                                                                             |
| 1834    | 1836         | François Adolphe Dexant fils (1801-1860) |             | Propriétaire à Saint-Séverin                                                                                |
| 1836    | 1839         | M. Bouillon                              |             | Propriétaire à Aubeterre                                                                                    |
| 1839    | 1842         | M. Aullier                               |             | Notaire à Aubeterre                                                                                         |
| 1842    | 1848         | François Adolphe Dexant                  |             | Propriétaire à Saint-Séverin                                                                                |
| 1848    | 1852         | Jean-Baptiste Joyeux                     |             | Maire de Saint-Romain                                                                                       |
| 1852    | 1864         | Jean-Baptiste Ferret Lagrange            |             | Propriétaire, maire de Pillac                                                                               |
| 1864    | 1883         | Pierre Morillière (1824-1892)            | Droite      | Propriétaire à Pillac                                                                                       |
| 1883    | 1889         | Jean-Baptiste Desvergnes                 | Républicain | Agriculteur, maire d'Aubeterre, suppléant du juge de paix                                                   |
| 1889    | 1901         | Pierre Delugin                           | Droite      | Agriculteur, maire de Nabinaud                                                                              |
| 1901    | 1910         | Raoul Cadiot (1876-1956)                 | Républicain | Avocat, Sous-chef de cabinet du Ministère des Finances, conseiller municipal puis maire d'Aubeterre         |
| 1910    | 1911         | Raymond Troubat                          | Républicain | Maire d'Aubeterre-sur-Dronne                                                                                |
| 1911    | 1919         | Camille Daniel                           | Républicain | Propriétaire, conseiller municipal de Saint-Séverin                                                         |
| 1919    | 1925         | Roger Delugin                            | Radical     | Agriculteur, maire de Nabinaud                                                                              |
| 1925    | 1928         | Félix Mathieu                            | Républicain | Minotier, maire de Laprade                                                                                  |
| 1928    | 1934         | Pierre Adrien Bonneau                    |             | Médecin aide-major, propriétaire à Aubeterre-sur-Dronne                                                     |
| 1934    | 1940         | Robert Gémon                             | URD         | Cultivateur, maire de Saint-Séverin                                                                         |
| 1940    |              |                                          |             | Les conseils d'arrondissement ont été suspendus par la loi du 12 octobre 1940 et n'ont jamais été réactivés |

Sources : Journal "La Charente" https://gallica.bnf.fr/ark:/12148/cb32740226x/date&rk=21459;2.

## Démographie
| 1962  | 1968  | 1975  | 1982  | 1990  | 1999  | 2006  | 2011  | 2012  |
| ----- | ----- | ----- | ----- | ----- | ----- | ----- | ----- | ----- |
| 4 027 | 3 830 | 3 529 | 3 260 | 3 117 | 3 121 | 3 277 | 3 349 | 3 332 |